# Брињоган Плаж
Брињоган Плаж (фр. Brignogan-Plage) је насељено место у Француској у региону Бретања, у департману Финистер.
По подацима из 2011. године у општини је живело 777 становника, а густина насељености је износила 215,83 становника/km².

## Демографија
| 1962. | 1968. | 1975. | 1982. | 1990. | 2011. |
| ----- | ----- | ----- | ----- | ----- | ----- |
| 1.115 | 1.052 | 1.039 | 881   | 836   | 777   |